# Meleus
Meleus är ett släkte av skalbaggar. Meleus ingår i familjen vivlar.

## Dottertaxa tillMeleus, i alfabetisk ordning[1]
- Meleus adspersus
- Meleus anceps
- Meleus arenarius
- Meleus brevipennis
- Meleus calcaratus
- Meleus caliginosus
- Meleus carinatus
- Meleus caucasicus
- Meleus chaudoiri
- Meleus creutzeri
- Meleus difficilis
- Meleus dolosus
- Meleus fallax
- Meleus findeli
- Meleus geminatus
- Meleus gerli
- Meleus gerlii
- Meleus granulipennis
- Meleus granulosus
- Meleus griseus
- Meleus grusinus
- Meleus illigeri
- Meleus immunis
- Meleus impressicollis
- Meleus incertus
- Meleus lutosus
- Meleus megerlei
- Meleus merkli
- Meleus parreyssi
- Meleus porculus
- Meleus rosti
- Meleus rudis
- Meleus sabulosus
- Meleus setiger
- Meleus setosus
- Meleus silphoides
- Meleus squamosus
- Meleus starcki
- Meleus sturmi
- Meleus styrianus
- Meleus variolosus